# الطائر الجميل
الطائر الجميل (بالإنجليزية: Stagonopleura bella
)‏ هو نوع من الطيور من فصيلة شمعية المنقار

## الوصف
- يصل طول هذا الطائر من 10سم إلى 13 سنتيمتر و يزن 14 غرام, ريشه ذو لون بني و اخضر صدره الأبيض مخطط بخطوط بيضاء , تحيط بعينيه قناع اسود ,منقاره احمر فاتح , اطرافه وردية و له اجنحة و ذيل قصير.

## مسكنه
- يعيش الطائر الجميل في الجنوب الشرقي لأستراليا و لكنه يتواجد أكثر في تاسمانيا و يتواجد في الغابات و الامكنة التي توجد بها اشجار , لا يمكن لهذا الطائر ان يعيش بعيدا عن الماء.

```

```

## الغذاء
- يتغذى هذا الطائر على النجيلية و على الحشرات و الحلزون , يعيش هذا الطائر عبر مجموعات تصل إلى عشرين عضوا .

## وصلات خارجية
- الطائر الجميل
- معلومات عن الطائر الجميل